# Masdevallia
Masdevallia Ruiz & Pav., 1794 è un genere di piante appartenente alla famiglia delle Orchidacee  originario delle zone montane del Sud America.
Il suo nome è un omaggio al botanico e scienziato spagnolo Josè Masdevall, vissuto nell'Ottocento.

## Descrizione
Il genere comprende orchidee epifite piccole e prive di pseudobulbi; le foglie, coriacee, solitarie e riunite in cespi, si restringono alla base in un lungo picciolo. Anche se abbastanza simili tra di loro, le specie presentano fiori con svariate differenze morfologiche; i sepali possono essere espansi, caudati o uniti tra di loro in modo da assumere forma tubolare.

## Tassonomia
Il genere comprende oltre 600 specie tra cui:
- Masdevallia angulifera Rchb.f. ex Kraenzl.
- Masdevallia caesia Roezl
- Masdevallia civilis Rchb.f. & Warsz.
- Masdevallia ignea Rchb.f. – ha foglie ellittiche, fiori solitari rosso arancio venati di carminio, il sepalo superiore ha forma triangolare
- Masdevallia maculata Klotzsch & H.Karst.
- Masdevallia melanoxantha Linden & Rchb.f.
- Masdevallia mooreana Rchb.f.
- Masdevallia veitchiana Rchb.f. – originaria del Perù, ha foglie lineari e fiori solitari rosso arancio punteggiato di papille violacee.

## Coltivazione
Per la coltivazione delle Masdevallia è necessaria una serra fredda e molto umida; la temperatura deve aggirarsi su un minimo di 7 °C, durante la notte, e in una media di 12 °C durante il giorno, sempre in condizioni comunque di forte umidità.
Il substrato necessario per la coltivazione deve essere composto da sfagno, radici di polipodio e fibre di osmunda e sia che siano coltivate in vasi o in cesti, il terreno deve avere sempre un ottimo drenaggio in modo che l'acqua non ristagni.
La moltiplicazione avviene per divisione dei cespi nel periodo primaverile.